# Окудэра, Ясухико
Ясухико Окудэра (яп. 奥寺 康彦 Окудэра Ясухико, род. 12 марта 1952, Кадзуно, префектура Акита) — японский футболист, левый крайний полузащитник, и тренер.

## Карьера
С 1970 года играл за команду компании «Фурукава Электрик» (японский футбол того времени был любительским).
В 1977 году перешёл в немецкий клуб «Кёльн» (инициатором был тренер команды Х. Вайсвайлер), став первым японским футболистом в Бундеслиге. В первом же сезоне за новый клуб (сезон 1977/78) вместе с «Кёльном» стал чемпионом Германии и завоевал Кубок ФРГ. В следующем сезоне в полуфинале Кубка европейских чемпионов 1978/1979 забил будущему победителю — команде «Ноттингем Форест».
В сезоне 1980/81 выступал за «Герту», игравшую во втором дивизионе, а затем в сезонах 1981/82-1985/86 — за «Вердер», с которым несколько раз занимал второе место в Бундеслиге.
После завершения карьеры в Европе вернулся в «Фурукава Электрик», где отыграл ещё два сезона.
В 1998 году был включён газетой «Спорт-Экспресс» в символическую сборную Японии всех времён. В 2012 году был включён в Зал славы японского футбола.

## Национальная сборная
С 1972 по 1987 год сыграл за национальную сборную Японии 32 матча, в которых забил 9 голов.

## Статистика за сборную
| Сборная Японии | Сборная Японии | Сборная Японии |
| Год            | Матчи          | Голы           |
| -------------- | -------------- | -------------- |
| 1972           | 6              | 1              |
| 1973           | 0              | 0              |
| 1974           | 0              | 0              |
| 1975           | 5              | 0              |
| 1976           | 8              | 7              |
| 1977           | 4              | 0              |
| 1978           | 0              | 0              |
| 1979           | 0              | 0              |
| 1980           | 0              | 0              |
| 1981           | 0              | 0              |
| 1982           | 0              | 0              |
| 1983           | 0              | 0              |
| 1984           | 0              | 0              |
| 1985           | 0              | 0              |
| 1986           | 4              | 0              |
| 1987           | 5              | 1              |
| Итого          | 32             | 9              |

## Достижения
- Джей-лиги; 1976
- Кубок Императора; 1976
- Чемпионат Германии; 1977-78
- Кубок Германии; 1977-78
- Лига чемпионов АФК; 1986-87